# Otó II de Montferrat
Otó II de Montferrat (també escrit:Otho, Ottone i Oddone), fou marquès de Montferrat del 1042 al 1084.
Otó era fill de Guillem III de Montferrat i de la seva esposa Waza. A la mort del seu pare, esdevinguda el 1042, Otó va governar el marquesat de Montferrat juntament al seu germà menor Enric. Quan Enric va morir vers el 1045, Otó va governar en solitari fins a la seva mort el 1084.
Es va casar amb Constança de Savoia, filla del comte Amadeu II de Savoia. Fou succeït pel seu fill Guillem. El seu segon fill, Enric, fou el fundador e la dinastia dels marquesos d'Occimiano.